# Jarl Ernberg
Jarl Ludvig Peterson Ernberg, född den 20 augusti 1863 i Karlskrona, död den 30 april 1947 i Stockholm, var en svensk jurist. Han var bror till Ivar och Harald Ernberg samt kusin till Otto, Axel och Albert Ernberg.
Ernberg blev juris utriusque kandidat vid Uppsala universitet 1889 och vice häradshövding 1892 samt efter tjänstgöring i Svea hovrätt 1898 fiskal, 1900 assessor och 1907 hovrättsråd där. Åren 1902–1904 var han utsedd till justitieombudsmannens efterträdare. Han förordnades till expeditionschef i Finansdepartementet 1904 och utnämndes till regeringsråd 1909. På Kunglig Majestäts uppdrag utarbetade han ett betänkande Om särskild instansordning för mål ang. avlöningsförmåner och pension m. m. (1915). Ernberg vilar på Djursholms begravningsplats.

## Utmärkelser
- Riddare av Nordstjärneorden, 1904[2]
- Kommendör av andra klassen av Nordstjärneorden, 1907[3]
- Kommendör av första klassen av Nordstjärneorden, 1911.[4]
- Kommendör med stora korset av Nordstjärneorden, 1918.[5]
- Riddare av andra klassen med kraschan av Preussiska Kronorden, senast 1915.[6]